# یواس‌اس اشلی (آی‌ایکس-۸۳)
یواس‌اس اشلی (آی‌ایکس-۸۳) (به انگلیسی: USS Ashley (IX-83)) یک کشتی بود که طول آن ۶۵ فوت (۲۰ متر) بود. این کشتی در سال ۱۹۳۷ ساخته شد.